# La Yunta
La Yunta település Spanyolországban, Guadalajara tartományban. La Yunta Molina de Aragón, Embid, Torralba de los Frailes, Used, Las Cuerlas, Odón és Campillo de Dueñas községekkel határos. Lakosainak száma 91 fő (2024).

## Népesség
A település népessége az utóbbi években az alábbiak szerint változott:
| Lakosok száma | 160  | 144  | 138  | 125  | 117  | 104  | 101  | 89   | 91   | 91   |
|               | 2001 | 2004 | 2006 | 2009 | 2011 | 2014 | 2016 | 2019 | 2021 | 2024 |